# Tinobregmus vittatus
Tinobregmus vittatus är en insektsart som beskrevs av Van Duzee 1894. Tinobregmus vittatus ingår i släktet Tinobregmus och familjen dvärgstritar. Inga underarter finns listade i Catalogue of Life.